# プジアーノ
プジアーノ（伊: Pusiano）は、イタリア共和国ロンバルディア州コモ県にある、人口約1,400人の基礎自治体（コムーネ）。

## 地理

### 位置・広がり
コモ県のコムーネ。県都コモから東へ16km、州都ミラノから北北東へ40kmの距離にある。プジアーノ湖北岸に面し、東部でレッコ県と接している。

#### 隣接コムーネ
隣接するコムーネは以下の通り。括弧内のLCはレッコ県所属を示す。
- カンツォ
- チェザーナ・ブリアンツァ (LC)
- エウピーリオ

### 地震分類
イタリアの地震リスク階級 (it) では、4 に分類される
。

## 行政

### 山岳部共同体
広域行政組織である山岳部共同体「トリアンゴロ・ラリアーノ山岳部共同体」 (it:Comunità montana del Triangolo Lariano) （事務所所在地: カンツォ）を構成するコムーネの一つである。

## 姉妹都市
- Magyarszék、ハンガリー

## 人物

### ゆかりの人物
- ジョヴァンニ・セガンティーニ - 19世紀の画家。当地に暮らした。